# 鄭孝
鄭孝（韓語：정효），韓國電視劇導演。

## 作品列表

### 電視劇
- 2006年：SBS《意外情緣My Love》
- 2007年：SBS《殘酷的愛》
- 2010年：SBS《摘星星給我》
- 2011年：SBS《聖誔禮物》
- 2013年；SBS《你的女人》
- 2014年：SBS《清潭洞醜聞》
- 2015年：SBS《魔女之城》
- 2017年：SBS《Bravo My Life》

## 外部連結
- NAVER （页面存档备份，存于）